# Enciclopedia oraziana
L'Enciclopedia oraziana, iniziata da Francesco Della Corte e diretta per anni da Scevola Mariotti, è un'opera tematica che si prefigge lo scopo di far conoscere la fortuna del poeta latino in Italia e all'estero. 
L'enciclopedia raccoglie in ordine alfabetico tutti i lemmi su Orazio, che riguardano scrittori di tutto il mondo. Ogni voce è compilata da uno specialista o da uno studioso.
Pubblicata nel 1998, è divisa in tre volumi ed è edita dall'Istituto dell'Enciclopedia Italiana (Treccani).